# دانييلا جيوردانو
دانييلا جيوردانو (بالإيطالية: Daniela Giordano )‏ (و. 1947 – م) هي ممثلة، ومتسابقة ملكة الجمال، من إيطاليا، ولدت في باليرمو.

## وصلات خارجية
- دانييلا جيوردانو على موقع IMDb (الإنجليزية)
- دانييلا جيوردانو على موقع ألو سيني (الفرنسية)
- دانييلا جيوردانو على موقع أول موفي (الإنجليزية)
- دانييلا جيوردانو على موقع قاعدة بيانات الفيلم (الإنجليزية)
- دانييلا جيوردانو على موقع كينوبويسك (الروسية)
- دانييلا جيوردانو على موقع كينوبويسك (الروسية)